# Tinie Tempah
Патрік Чуквуемека Окогву (народився 7 листопада 1988 року), більш відомий під сценічним ім'ям Tinie Tempah — британський репер і телеведучий. У 2009 році підписав контракт з Parlophone Records, дочірньою компанією Warner Music Group. Створив власну розважальну компанію Disturbing London у 2006 році разом з двоюрідним братом Думі Обуротою.
Після випуску ряду мікстейпів у жовтні 2010 року випустив дебютний альбом Disc-Overy. Йому передували два британські сингли номер один, «Pass Out» і «Written in the Stars». Альбом посів перше місце в чартах і у наступному році отримав платиновий статус. У лютому 2011 року Tinie Tempah виграв дві нагороди Brit Awards за найкращий британський прорив та найкращий британський сингл.
У листопаді 2013 року випустив другий альбом під назвою Demonstration. Альбом передував синглам "Trampoline" і "Children of the Sun", робота посіла третє місце в чартах і отримала золотий сертифікат BPI наступного року. У червні 2015 року вийшов «Not Letting Go», перший сингл зі свого третього альбому Youth. Це принесло Tinie Tempah шостий сингл номер один у Великій Британії.

## Ранні роки
Народився в Лондоні, син батьків ігбо з Нігерії. Його друге ім’я, Чуквуемека, означає «Бог зробив більше» мовою ігбо.
До дванадцяти років жив у Ейлсбері на південному сході Лондона зі своїми батьками та трьома молодшими братами та сестрами. Пізніше сім'я переїхала до Пламстеда, а Tinie Tempah відвідував католицьку школу Святого Павла в сусідньому Еббі Вуді. Отримав рівень A-Levels у галузі медіазнавства, психології та релігієзнавства в коледжі шостого класу Святого Франциска Ксаверія. У дванадцять років придумав своє сценічне ім’я Tinie Tempah — після перегляду кліпу на пісню So Solid Crew «21 Seconds». Він зіставив «tempah» (темпер), який він трактував як «сердитий», з «tinie» (крихітний), щоб покращити агресивне звучання «tempah».

## Кар’єра

### 2005–2008: початок кар’єри
Tinie Tempah почав музичну кар'єру у 2005 році, коли приєднався до Aftershock Hooligans (Aftershock →→ Records). Його перший мікстейп «Chapter 1: Verse 22» випущений на Aftershock Records у 2005 році. У 2006 році він отримав велику кількість трансляцій на британському музичному телеканалі Channel U за пісню «Tears», а пізніше здобув ще більшого визнання за трек «Wifey». Пізніше того ж року співпрацював над треком з грайм-виконавцем Ultra та продюсерами та авторами пісень Agent X. У 2007 році випустив мікстейп Hood Economics Room 147: The 80 Minute Course і покинув лейбл пізніше того ж року. Коли його запитали, чому він пішов, він сказав, що вважає, що Aftershock не поважає його як художника, і що настав час рухатися далі.
Tinie Tempah разом зі своїм менеджером і двоюрідним братом Думі Обуротою заснували незалежний лейбл Disturbing London, в першу чергу, для його музики, але з ідеєю підписати контракт з іншими молодими артистами. Діяльність лейбла спочатку значною мірою фінансувалася шляхом студентських позик і доходів від купівлі та продажу автомобілів. Disturbing London також виробляє одяг, який Tinie Tempah носить і рекламує.
У 2009 році його помітила скаут і музичний консультант Джейд Річардсон і розказала про Tinie Tempah президенту Parlophone Records Майлзу Леонарду. Після цього музикант підписав контракт з Parlophone у жовтні 2009 року.

### 2009–2011: Успіх і Disc-Overy
Дебютний сингл «Pass Out» вийшов на Parlophone 28 лютого 2010 року. Він увійшов у UK Singles Chart під номером 1, було продано трохи більше ніж 92 000 копій за перший тиждень. Tinie Tempah гастролював з Chipmunk у лютому 2010 року, підтримував Ріанну на чотирьох концертах у травні під час її 10-денного туру Великою Британією. Також він виступив на Radio 1 Big Weekend в Бангорі 22 травня 2010 року на сцені New Music We Trust, гастролював з Mr Hudson у травні 2010 року, а також виступав на літніх балах у різних університетах Сполученого Королівства.
Другий сингл «Frisky» випущений 6 червня 2010 року, увійшовши до UK Singles Chart під номером 2. «Frisky» пізніше буде використано для реклами Bacardi 2013 року. Протягом усього літа Tinie Tempah грав на багатьох фестивалях.
Tinie Tempah випустив третій сингл «Written in the Stars» 19 вересня 2010 року. Він знову зайняв перше місце в UK Singles Chart, продано понад 115 000 копій за перший тиждень і потрапив у чарти інших країн. «Written in the Stars» далі використовуватиметься для рекламного ролика WrestleMania XXVII під час WWE PPV Royal Rumble 30 січня 2011 року, а пізніше WWE підтвердила, що це буде офіційною темою для Wrestlemania XXVII.
Tinie Tempah об'єднався зі Swedish House Mafia для четвертого синглу "Miami 2 Ibiza", випущеного 1 жовтня 2010 року. Сингл досяг 4 місця в UK Singles Chart. 4 жовтня 2010 року випущений довгоочікуваний дебютний альбом Disc-Overy з усіма попередніми синглами, які потрапили в чарти. 11 жовтня 2010 року він розпочав перший тур у Великій Британії, підтриманий Chiddy Bang. У тому ж місяці він отримав перші 2 нагороди MOBO. 
25 грудня Tinie Tempah випустив п'ятий сингл "Invincible" за участю Келлі Роуленд. «Wonderman», за участю Еллі Голдінг став шостим офіційним синглом. Tinie Tempah приєднався до Ашера на європейському етапі його OMG Tour у січні 2011 року.
Tinie Tempah був номінований на 4 премії Brit Awards, а 15 лютого 2011 року виграв першу премію Brit Award за найкращий британський прорив, а також за найкращий британський сингл.
28 листопада 2011 року Tinie Tempah вів епізод телешоу Never Mind the Buzzcocks. У тому ж місяці випустив два треки: «Like It or Love It», у якому брали участь Wretch 32 і J. Cole, і «Lucky Cunt», у якому брав участь Big Sean. 16 грудня вийшов 9-трековий мікстейп/EP під назвою Happy Birthday, який став найкращим EP 2011 року на Official Mixtape Awards 2012. 

### 2012–2014: Demonstration
У грудні 2010 року Tinie Tempah оголосив про другий альбом, заявляючи, що він буде більш електронним і живим. Спочатку випуск очікувався наприкінці 2011 року. На Brit Awards у 2012 році він оголосив, що другий альбом буде називатися Demonstration. 
12 серпня Tinie Tempah виступив на церемонії закриття літніх Олімпійських ігор 2012 року в Лондоні.
Головний сингл з Demonstration, "Trampoline", представлено на шоу MistaJam на BBC Radio 1Xtra 2 липня 2013 року, а невдовзі після цього відбулася прем'єра ліричного відео. Він спродюсований Diplo і випущений 4 серпня 2013 року у Сполученому Королівстві, зайнявши 3-е місце в британському чарті синглів. 
В інтерв’ю Tinie Tempah та інші виконавці оголосили, що вони разом працюють над його альбомом, серед них Labrinth, Dizzee Rascal, Еллі Голдінг, Big Sean та Емелі Санде.
Наступний сингл з альбому "Children of the Sun" випущений 28 жовтня у Сполученому Королівстві та зайняв 6-е місце в чартах Великої Британії. 16 вересня, з метою рекламувати майбутній тур Tinie Tempah у Великій Британії, трек альбому "Don't Sell Out" представлений наживо на O2 Arena та завантажений на канал O2 на YouTube.
19 жовтня 2013 року Tinie Tempah нагороджений за «Кращий британський хіп-хоп/грайм акт» на 18-й церемонії MOBO Awards.
Альбом Demonstration випущений 4 листопада 2013 року, посівши в британському чарті альбомів третє місце. Tinie Tempah анонсував третій сингл за участю Labrinth під назвою «Lover Not A Fighter». У квітні випущено музичне відео на четвертий сингл з Demonstration «5 Minutes». 
Tinie Tempah брав участь у треку для повернення Шеріл Коул "Crazy Stupid Love", який потрапив на перше місце британського чарту синглів. Tinie Tempah разом з Коул увійшли до складу суддів на X Factor в жовтні того ж року. 

### 2015–дотепер: Youth, телебачення та нова музика
21 червня 2015 року Tinie Tempah випустив перший сингл зі майбутнього третього студійного альбому «Not Letting Go», у якому виступає британська артистка Джесс Глінн. Щоб просувати сингл, він виконав його разом із Сашою Кейбл на шоу Грема Нортона 19 червня, оскільки Глінн не могла виступити через її операцію, проведену незадовго до цього. Сингл зайняв перше місце в чартах Великої Британії. 23 жовтня 2015 року Tinie Tempah отримав сьомий сингл номер один у Великій Британії з «Turn the Music Louder (Rumble)». 
У грудні 2015 року Tinie Tempah випустив мікстейп Junk Food у співпраці з великою кількістю британських виконавців. "Girls Like" за участю Зари Ларссон був другим синглом Youth, випущеним у травні 2016 року. Сингл посів п’яту позицію в офіційних чартах Великої Британії, пізніше отримав статус платинового.
Text from Your Ex featuring Tinash був третім синглом з Youth, який посів 23 місце в офіційних чартах Великої Британії. Альбом вийшов й 14 квітня 2017 року на Parlophone та Disturbing London Records. Робота дебютувала під номером 9 в офіційних хіт-парадах Великої Британії, це був третій альбом Tinie Tempah у десятці найкращих. 
У вересні 2021 року Tinie Tempah випустив сингл «Love Me Like This» за участю вокалістки Маї Райт. 

## Інше
Tinie Tempah є помітною фігурою в сучасній британській моді. У 2012 році він був визнаний найкращим одягненим чоловіком на нагороді GQ «Людина року».
У жовтні 2015 року Тіні став капітаном команди в музично-комедійному шоу Bring the Noise на Sky 1 разом із попзіркою Ніколь Шерзінгер.
У 2016 році з'явився в британській програмі Top Gear разом із Сіком Стівом і Шарлін Спітері в South African SUV challenge. У 2017 році заснував власний модний лейбл What We Wear на Лондонському тижні моди для чоловіків і транслював шоу на YouTube. Того ж року відкрив попап-стор в Protein Studio в Шордічі, Лондон.
У 2020 році Tinie Tempah з’явився в документальному фільмі Channel 4 The Talk. Документальний фільм, знятий Whisper TV, розповідає про чорношкірих британців, які діляться досвідом з батьками, які хочуть допомогти дітям протистояти расизму. 

## Особисте життя
Tinie Tempah католик. У 2019 році він одружився з Євою Де Хаан. У них двоє дітей: донька 2018 року народження та ще одна дитина 2021 року народження.
Tinie Tempah є прихильником ФК «Арсенал» і Лейбористської партії.

## Дискографія

### Студійні альбоми
- Disc-Overy (2010)
- Demonstration (2013)
- Youth (2017)

### EP
- Sexy Beast Vol. 1 (2009)
- Tunes Festival: London 2010 (2010)